# NGC 6159
NGC 6159 est une vaste galaxie lenticulaire relativement éloignée et située dans la constellation d'Hercule. Sa vitesse par rapport au fond diffus cosmologique est de 9 435 ± 3 km/s, ce qui correspond à une distance de Hubble de 139,2 ± 9,7 Mpc (∼454 millions d'al). NGC 6159 a été découverte par l'astronome français Édouard Stephan en 1879.
NGC 6159 est une galaxie active de type Seyfert 2. En raison d'une brillance de surface égale à 14,57 mag/am2, on peut qualifier NGC 6159 de galaxie à faible brillance de surface (LSB en anglais pour low surface brightness). Les galaxies LSB sont des galaxies diffuses (D) avec une brillance de surface inférieure de moins d'une magnitude à celle du ciel nocturne ambiant.
À ce jour, une mesure non basée sur le décalage vers le rouge (redshift) donne une distance d'environ 145,000 Mpc (∼473 millions d'al). Cette valeur est à l'intérieur des valeurs de la distance de Hubble.